# Ajmer-Merwara
La provincia di Ajmer-Merwara (in inglese: Ajmer-Merwara Province) nota anche come Provincia di Ajmir o Ajmer-Merwara-Kekri era una provincia dell'India britannica. 
Il territorio venne ceduto agli inglesi da Daulat Rao Sindhia con un trattato del 25 giugno 1818. Fu sotto il dominio della presidenza del Bengala sino al 1836 quando divenne parte delle Province nord-occidentali. Infine il 1 aprile 1871 divenne una provincia separata col nome di Ajmer-Merwara-Kekri. Divenne parte dell'India indipendente dal 15 agosto 1947.
La provincia era composta dai distretti di Ajmer e Merwar, che erano fisicamente separati dal resto dell'India britannica formando un'enclave tra i vari stati principeschi del Rajputana. A differenza di questi stati, che erano retti da aristocratici locali che riconoscevano la sovranità britannica sui territori indiani, la provincia di Ajmer-Merwara era amministrata direttamente dagli inglesi.
Nel 1842 i due distretti vennero posti sotto la direzione di un unico commissario, e quindi dal 1858 il commissario capo venne subordinato all'agente dell'agenzia del Rajputana, il quale a sua volta era subordinato al governatore generale dell'India britannica.

## Geografia
L'area della provincia era pari a 7000 km2. L'altopiano al centro del quale si trova la città di Ajmer, era considerato il punto più alto delle pianure dell'India settentrionale, digradando successivamente ad est, a sud e ad ovest e verso il deserto di Thar a nord. La provincia era posta al confine di quella che veniva definita zona arida anche se periodicamente essa veniva colpita da piogge a carattere monsonico.

## Storia

### Antichità
Nei tempi antichi, i Mair Gurjars erano gli abitanti principali della regione. Questi vennero sconfitti dai re Chauhan, Rao Anoop e Rao Anhal, i cui discendenti erano i Chauhan Rajputs che divennero il gruppo dominante dell'area. I rajputs continuarono ad avere una forte influenza nella politica della regione.
Prima dell'arrivo degli inglesi, i Chauhan Rajputs erano dei proprietari terrieri e coltivatori. "Thakur" era il titolo affidato al capo di un gruppo di Rajput (ne esistevano 11: Bhinai, Pisangan, Kharwa, Masuda, Bandanwara, Para, Kairot, Junia, Baghera, Tanoti e Bagsuri).

### Il governo britannico
Il territorio della futura provincia venne ceduto agli inglesi da Daulat Rao Sindhia dello Gwalior in conseguenza del trattato del 25 giugno 1818. Nel maggio del 1823 la parte del Merwara (Mewar) venne ceduta agli inglesi dallo stato di Udaipur. Venne così a costituirsi la provincia di Ajmer-Merwara, amministrata direttamente dagli inglesi della Compagnia britannica delle Indie orientali. Dopo i moti indiani del 1857, nel 1858 i poteri della Compagnia vennero trasferiti alla Corona britannica ed al governatore generale dell'India. L'amministrazione di Ajmer-Merwara era controllata da un commissario capo subordinato all'agente britannico dell'agenzia del Rajputana.
A seguito della dichiarazione d'indipendenza dell'India nel 1947, la provincia di Ajmer-Merwara rimae una provincia sino al 1950 quando divenne lo stato di Ajmer, che dal 1 novembre 1956 venne unito allo stato del Rajasthan.

## Governatori locali

### Sovrintendenti di Ajmer
- 9 luglio 1818-17 luglio 1818 Nixon
- 18 luglio 1818-15 dicembre 1824 Francis Boyle Shannon Wilder       (1785–1849)
- 16 dicembre 1824-21 aprile 1825 Richard Moore (1st time)
- 22 aprile 1825-23 ottobre 1827 Henry Middleton
- 24 ottobre 1827-28 novembre 1831 Richard Cavendish
- 29 novembre 1831-1 luglio 1832 Richard Moore (2nd time)
- 2 luglio 1832-16 aprile 1834 Alexander Speirs
- 17 aprile 1834-30 giugno 1836 George Frederick Edmonstone        (1813–1864)
- 1 luglio 1836-25 luglio 1837 Charles E. Trevelyan               (1807–1886)
- 26 luglio 1837-febbraio 1842 J.D. Macnaghten

### Sovrintendenti del Merwara (dal febbraio 1842, Ajmer-Merwara)
- 1823-1836 Henry Hall                         (1789–1875)
- 1836-1857 Charles George Dixon               (m.1857)

### Agenti del governatore generale per l'agenzia del Rajputana
- 1832-29 novembre 1833 Abraham Lockett                    (1781–1834)
- 29 novembre 1833-giugno 1834 Alexander Speirs
- giugno 1834-1 febbraio 1839 Nathaniel Alves
- 1 febbraio 1839-1839 John Ludlow (acting)               (1788–1880)
- aprile 1839-dicembre 1847 James Sutherland                   (m. 1848)
- gennaio 1844-ottobre 1846 Charles Thoresby                   (m. 1862) (per Sutherland)
- dicembre 1847-gennaio 1853 John Low                           (1788–1880)
- 25 giugno 1848-19 novembre 1848 Showers (per Low)
- 8 settembre 1851-1 dicembre 1851 D.A. Malcolm (per Low)
- 1852-1853 George St. Patrick Lawrence        (1804–1884) (1ª volta)
- 5 marzo 1853-febbraio 1857 Henry Montgomery Lawrence          (1806–1857)
- 15 marzo 1857-aprile 1864 George St. Patrick Lawrence        (s.a.)  (2ª volta)
- 10 aprile 1859-24 novembre 1860 William Frederick Eden             (1814–1867) (per Lawrence)
- aprile 1864-1867 William Frederick Eden             (s.a.)
- 1867-1870 Richard Harte Keatinge             (1825–1904)
- 15 giugno 1870-1 aprile 1871 John Cheap Brooke                  (1818–1899) (per Keatinge)

### Commissari capi
- 1 aprile 1871-21 giugno 1873 Richard Harte Keatinge             (s.a.) 
  - 1 aprile 1871-21 giugno 1873 John Cheape Brooke                 (s.a.)  (per Keatinge)
- 21 giugno 1873-6 aprile 1874 Sir Lewis Pelly (1ª volta)         (1825–1892)  (de facto dal 6 febbraio 1874)
- 6 aprile 1874-6 luglio 1874 William H. Beynon (de facto)         (c.1903)
- 6 luglio 1874-12 novembre 1874 Sir Lewis Pelly (2ª volta)         (s.a.)
- 12 novembre 1874-18 agosto 1876 Alfred Comyns Lyall (de facto)       (1835–1911)
- 18 agosto 1876-5 marzo 1877 Charles Kenneth Mackenzie Walter   (1833–1892)  (1ª volta)(de facto)
- 5 marzo 1877-12 dicembre 1878 Sir Lewis Pelly (3rd time)         (s.a.)
- 12 dicembre 1878-27 marzo 1887 Edward Ridley Colborne Bradford    (1836–1911)  (1ª volta)
- 17 marzo 1881-28 novembre 1882 Charles Kenneth Mackenzie Walter   (s.a.)  (2ª volta) (de facto)
- 28 novembre 1882-27 marzo 1887 Edward Ridley Colborne Bradford    (s.a.) (2ª volta)
- 27 marzo 1887-20 marzo 1890 Charles Kenneth Mackenzie Walter   (1833–1892) (3ª volta)(de facto dal 1 aprile 1887)
- 20 marzo 1890-27 agosto 1891 George Herbert Trevor (1ª volta)   (1840–1927)
- 27 agosto 1891-2 dicembre 1891 P.W. Powlett (de facto)
- 2 dicembre 1891-22 novembre 1893 George Herbert Trevor (2ª volta)   (s.a.)
- 22 novembre 1893-11 gennaio 1894 William Francis Prideaux (de facto)  (1840–1914)
- 11 gennaio 1895-20 marzo 1895 George Herbert Trevor (3ª volta)   (s.a.)
- 20 marzo 1895-10 marzo 1898 Robert Joseph Crosthwaite          (1841–1917)
- 10 marzo 1898-1 maggio 1900 Arthur Henry Temple Martindale     (1854–1942) (1ª volta)
- 1 maggio 1900-1 aprile 1901 William Hutt Curzon Wyllie (acting)(1848–1909)
- 1 aprile 1901-3 febbraio 1902 A.P. Thornton (acting)
- 3 febbraio 1902-1 aprile 1905 Arthur Henry Temple Martindale     (s.a.) (2ª volta)
- 1 aprile 1905-4 gennaio 1918 Elliot Graham Colvin               (1861–1940)
- 4 gennaio 1918-22 dicembre 1919 John Manners Smith                 (1864–1920)
- 22 dicembre 1919-7 agosto 1925 Robert Erskine Holland             (1873–1965)
- 7 agosto 1925-18 marzo 1927 Stewart Blakeley Agnew Patterson   (1872–1942)
- 18 marzo 1927-14 ottobre 1932 Leonard William Reynolds           (1874–1946)
- 14 ottobre 1932-28 ottobre 1937 George Drummond Ogilvie            (1882–1966)
- 28 ottobre 1937-1 dicembre 1944 Arthur Cunningham Lothian          (1887–1962)
- maggio 1939-ottobre 1939 Conrad Corfield                    (1893–1980) (per Lothian)
- 1 dicembre 1944-15 agosto 1947 Hiranand Rupchand Shivdasani       (1904–1949)